# Edmond Dyonnet
Edmond Dyonnet né le 25 juin 1859 à Crest et mort à Montréal le 7 juillet 1954 est un peintre français naturalisé canadien.
Il eut de nombreux élèves au Québec et fut académicien et secrétaire de l'Académie royale des arts du Canada.

## Biographie
Edmond Dyonnet est le fils d'Ulysse-Alexandre Dyonnet, industriel, et d'Albine Goullioud. Leur nom de famille original est « Guyonnet de Pivat », issu de la petite noblesse du Dauphiné, mais à la suite d'une erreur d'état civil (ou démarche prudente, vu le contexte), le patronyme de son arrière-grand-père est devenu « Dyonnet » durant la Révolution française. Edmond Dyonnet est le second d'une fratrie de trois. Il a deux sœurs : Clémence Dyonnet, épouse Chabot (1857-1905) est son aînée de deux ans, et Emma Dyonnet, épouse Lorin (1866-1947) dont il est le parrain. Ulysse, le père d'Edmond, a un frère aîné Léon Dyonnet qui épouse Hélène Goullioud, sœur d'Albine. Léon Dyonnet a fait fortune dans les corsets pour femmes en s'associant à Amyot de 1886 à 1891 pour fonder la grande entreprise Dominion Corset, rue de la Couronne à Québec. Le couple a eu une fille artiste peintre, cousine germaine d'Edmond Dyonnet : Eugénie Dyonnet, émigrée au Canada en 1872 et morte en 1875 à Montréal. Elle signait également « E. Dyonnet », ce qui a entraîné quelque confusion sur l'auteur des œuvres.
Edmond Dyonnet est scolarisé en 1866 à l'école religieuse catholique de Crest. Il apprend le latin et le grec. En 1868, la famille émigre en Italie. Edmond Dyonnet poursuit ses études primaires à Turin, de 1868 à 1873, dans les écoles municipales puis il rentre en France, avec sa famille dans la Drôme. Il est scolarisé de 1873 à 1875, au collège de Crest.
Son père Ulysse ayant rencontré à Paris le frère du juge Georges Baby et ce dernier l'ayant convaincu d'émigrer au Québec, la famille embarque à Liverpool et débarque à Montréal le 16 mai 1875. La famille s'installe en 1882 à Labelle (Québec) dans Les Laurentides. Ulysse Dyonnet est un pionnier, il rachète des terres et le moulin de Zhotique Therrien avec son gendre Ernest Toussaint Lorin (1856-1899) émigré de France au Québec en 1873 sur le steamer Circassian. Le moulin a une double fonction : scier le bois et moudre les céréales en farine. L'industrie du bois est alors florissante. Le bois du nord canadien, abattu pendant l'hiver par les bûcherons, descend avec les draveurs au printemps la Rivière Rouge (Laurentides) dégelée. Les troncs sont sciés en planches dans l'entreprise familiale à Labelle, à la Chute-aux-Iroquois. Le commerce démarre. La famille ne s'enrichit pas vraiment car les conditions de vie dans les Laurentides, sont très difficiles, surtout l'hiver. Ulysse Dyonnet est une sorte d'aventurier, homme de culture et néanmoins financièrement à l'aise.
De 1875 à 1881, le jeune Edmond vit à Montréal et étudie le dessin à l'Institut national des beaux-arts avec l'abbé Joseph Chabert. En 1882, il retourne en Italie et étudie la peinture à l'Accademia Albertina de Turin avec Andrea Gastaldi, Pier Celestino Gilardi et Marinelli. Il va à Naples en 1883 et à Rome à la villa Médicis en 1884, après avoir visité toute l'Italie. Il remporta « le premier prix à l'école de Florence ». Deux de ses paysages et un portrait sont acceptés à l'Exposition internationale de Rome en 1890.

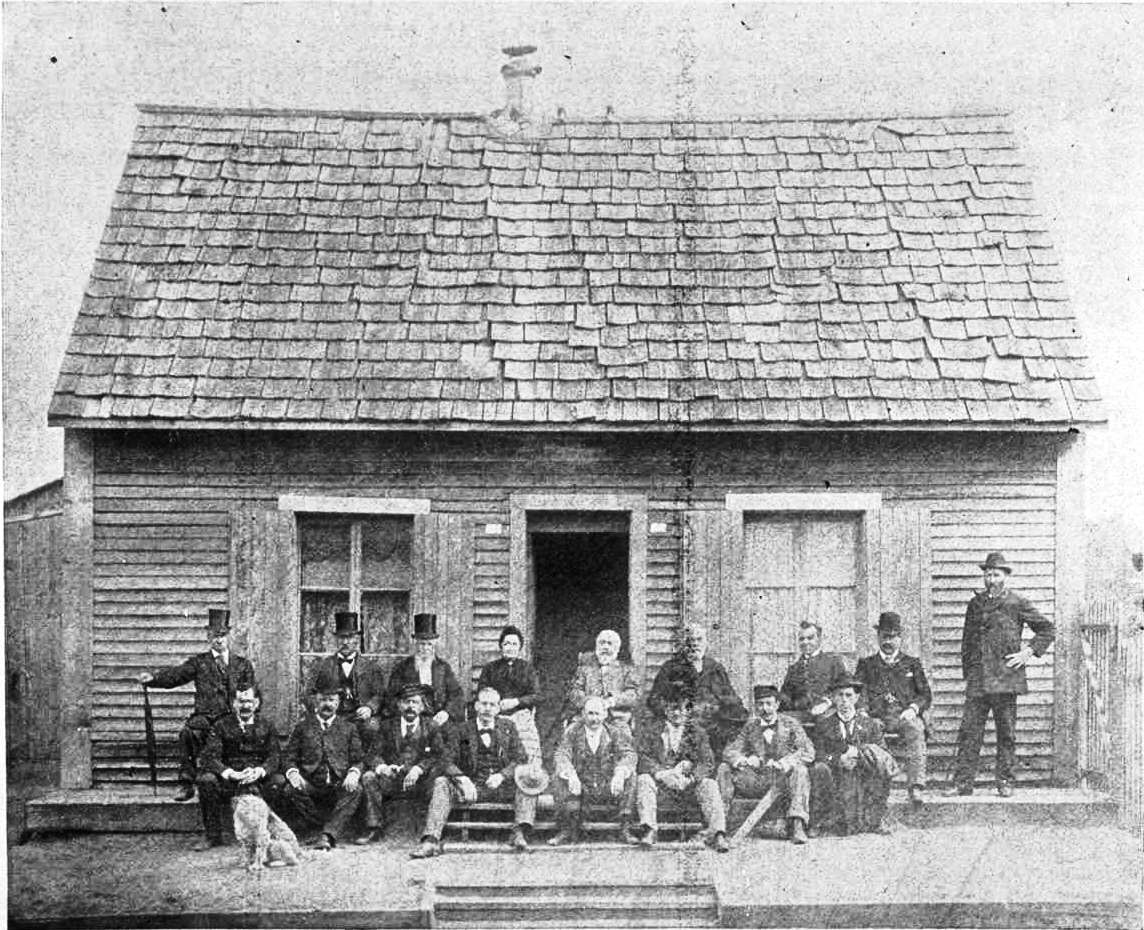
La Maison Dyonnet à Labelle.

De retour au Canada, il s'installe à Montréal et enseigne dès 1890 dans l'école fondée par l'abbé Joseph Chabert. En 1891, il est nommé professeur de dessin en cette école, désormais tenue par le Conseil des arts et manufactures de la province de Québec, au Monument-National de Montréal. Il devient membre de la Art Association of Montreal en 1891.
Bien que francophone par naissance, il apprend et parle l'anglais afin de s'assimiler. Ses amis se trouvaient surtout du côté anglais. Il obtient la naturalisation le 21 novembre 1898. En 1900, il est connu dans les milieux artistiques : « on le retrouve dans cette maison d'artistes de la rue Dorchester où travaillaient les artistes Alphonse Jongers, Leopold Galarneau, William Hope et Paul Beau. ». La même année, à la suite d'une rencontre avec Louis Dantin, il publie un article intitulé « Artistes » dans le journal Les Débats, où il mentionne « l'étonnante commission que l'abbé Sentenne avait offerte aux peintres Larose, Saint-Charles, Franchère, Gill et Henri Beau. »
Au tournant du siècle, il soutient sa sœur cadette et filleule Emma, jeune veuve d'Ernest Lorin, mort en février 1899. Son père Ulysse meurt en 1900. Edmond Dyonnet va éduquer avec une affection paternelle ses trois neveux et nièces, Alice Lorin (1886-1907), Gabrielle Lorin (1897-1985) et Gustave Louis Lorin (1898-1956), dont il peint les portraits. Il n'a jamais été marié et n'a pas eu d'enfant. Sa nièce et héritière Gabrielle Lorin a légué le fonds Dyonnet à l'université d'Ottawa en 1967.
Il a habité au 1207, rue de Bleury à Montréal, de 1916 à 1954. Edmond Dyonnet est enterré avec sa famille à Montréal au cimetière Notre-Dame-des-Neiges (section B, concession no 700).

## Carrière

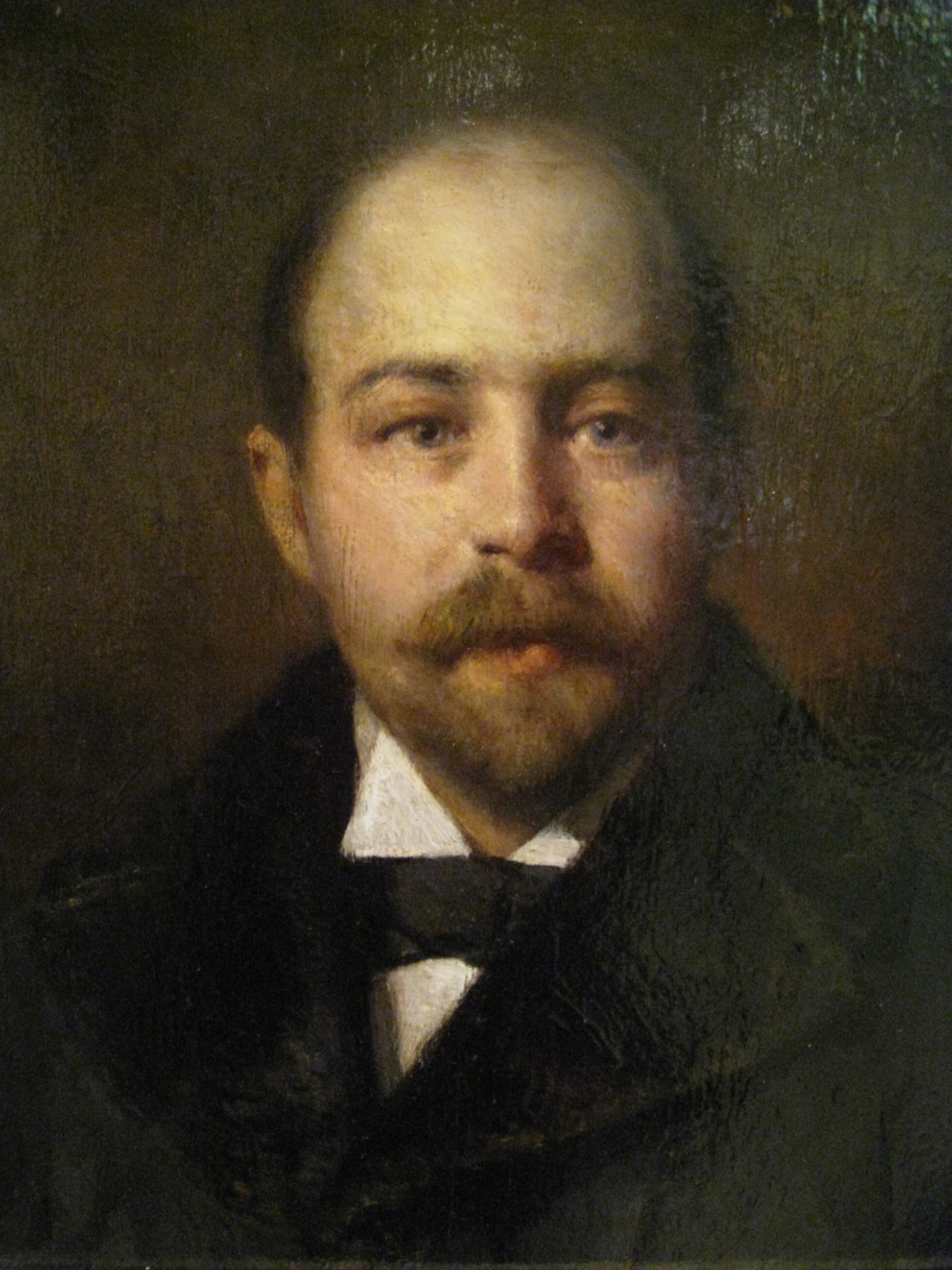
Le Docteur Rodolphe Boulet (1901), Québec, Musée national des beaux-arts du Québec.

En 1892, Edmond Dyonnet peint des « toiles de fond et la décoration générale » du musée de La Salle. Il travaille aux côtés du modeleur Raymond Beullac et du sculpteur Louis-Philippe Hébert qui y installe les maquettes de ses monuments.
Il participe à diverses expositions dès 1893. La reconnaissance canadienne lui vient rapidement : il est élu membre associé de l'Académie royale des arts du Canada en 1893, membre en 1901 et secrétaire de 1910 à 1948. Il est l'un des fondateurs de l'École des beaux-arts de Montréal avec Alfred Laliberté et Marc-Aurèle de Foy Suzor-Coté. Selon Laliberté, Dyonnet mérite « la reconnaissance de douzaines d'artistes ». Il enseigne à l'École des beaux-arts de 1922 à 1925, puis devient professeur de dessin à l'École Polytechnique de Montréal, au conseil des Arts et Métiers de la province de Québec, à l'école d'architecture de l'Université McGill (de 1920 à 1936) et à l'Art Association de Montréal.
Il voyage ensuite à Chicago et dans les Montagnes Rocheuses. Après un nouveau séjour en France, il revient à Montréal le 30 septembre 1895. Une huile sur toile qu'il expose à l'Académie royale canadienne en 1896, La plaine anglaise dans la forêt de Fontainebleau, découle probablement de ce séjour, ainsi que deux toiles peintes à Sorgues (Vaucluse).
Intéressé par des sujets du terroir canadien-français, Dyonnet voyage en Gaspésie en 1896, dans Les Laurentides et à Berthier-sur-Mer. À l'été de 1897, il séjourne sur la côte de Beaupré et à l'île d'Orléans avec d'autres émules d'Horatio Walker : Edmund Morris, Maurice Cullen et William Cruikshank. Il y retourne en 1898 et durant l'été 1904, rejoint Edmund Morris et Curtis Williamson. En janvier 1899, il présente une exposition personnelle de « scènes du Canada » dans les locaux de la compagnie montréalaise W.Stock et fils. Parmi les toiles : La Côte de Gaspé, Effets de nuages sur l'île d'Orléans, La Pêche sur la côte de Gaspésie, et Le Soir à Beaupré. En avril 1899, il envoie Effet d'une tempête sur le Saint-Laurent et Un coucher de soleil dans les Laurentides à l'exposition de l'Académie royale canadienne à Montréal. Il obtient une médaille d'argent lors d'une exposition à New York en 1891.
Il compte parmi ses amis William Brymner et Horatio Walker, et peint ses confrères artistes, Henri Julien et Charles Gill, dont les portraits sont conservés au Musée national des beaux-arts du Québec, ainsi que Zothique-Henri Fabien. Charles Gill et Dyonnet sont très amis, Dyonnet gardera le portrait de Gill dans son atelier après la disparition de ce dernier en 1919, mort de la grippe espagnole.
Dyonnet expose également à Toronto (Ontario) et au Québec, et il figure dans les expositions de l'Académie royale du Canada jusqu'en 1941.
Peintre de formation académique, il n'a jamais peint de tableau religieux, alors que le Québec était très marqué par le catholicisme. Son œuvre est varié, réparti dans de nombreuses collections particulières et musées. Il préfére le portrait au paysage. Fort discipliné, il n'aime pas les impressionnistes et préfère les peintres classiques français et hollandais. Ses artistes favoris sont Nicolas Poussin et Claude Gellée dit Le Lorrain, deux grands peintres du XVIIe siècle à la lumière italienne. Il n'apprécie guère la peinture de Vincent van Gogh.
Il se fait le portraitiste de la bourgeoisie montréalaise. Juges, médecins, notables passent commande auprès de lui pour obtenir leur portrait. Cette activité est aussi plus rémunératrice que la peinture de paysages.
Il obtient une médaille d'argent à la Pan-American Exposition de Buffalo (New York) en 1901 et à l'Exposition universelle de 1904 à Saint-Louis (Missouri), la Louisiana Purchase Exposition. En 1910, l'État français le promeut officier dans l'ordre des Palmes académiques. Il est membre de l'Académie royale canadienne des Arts (Royal Canadian Academy) à partir de 1893, en devient le secrétaire en 1910 et le restera jusqu'en 1948. Il est membre du Pen and Pencil Club et membre de l'Arts Club, où il figure à l'exposition inaugurale de 1913. Il devient membre du groupe Le Nigog lors de sa création en 1918.
Edmond Dyonnet a formé des centaines d'élèves, dont Narcisse Poirier, Clarence Gagnon, Thomas Garside, Alexander Young Jackson, Albéric Bourgeois et Marc-Aurèle Fortin.
Avec H.C. Jones, il compose en 1934 une histoire de l'Académie royale canadienne pour diffusion dans les bibliothèques canadiennes. En 1951, il rédige son autobiographie Mémoires d'un artiste canadien, publié en 1968 par l'Université d'Ottawa.

## Publications
- Mémoires d'un artiste canadien, préface de Jean Ménard, Éditions de l'Université d'Ottawa, 1968.

## Collections publiques
- Kingston, Agnes Etherington Art Center.
- Montréal :
  - Musée des beaux-arts de Montréal ;
  - Power Corporation du Canada.
- Ottawa :
  - Musée des beaux-arts du Canada ;
  - Musée canadien de la guerre.
- Québec :
  - Musée de la civilisation ;
  - Musée national des beaux-arts du Québec[7] ;
  - Séminaire de Québec[8].
- Toronto, Musée des beaux-arts de l'Ontario.
- Victoria, Art Gallery of Greater Victoria (en).